# Frank Tripp
Sergeant Frank Tripp is een personage uit de Amerikaanse televisieserie CSI: Miami. Hij wordt gespeeld door Rex Linn.

## Achtergrond
Frank Tripp is een detective bij de afdeling moordzaken van het Miami-Dade Politie departement. Hij vergezelt geregeld Horatio Caine en diens team, en regelt huiszoekingsbevelen. Hij heeft veel kennis van forensische procedures, en respect voor het CSI team (dit in tegenstelling tot zijn tegenhanger uit CSI: Crime Scene Investigation, Kapitein Jim Brass). Hij heeft een goede werkrelatie met alle CSI’ers, met name Calleigh Duquesne.
Frank Tripp komt oorspronkelijk uit Texas. Als kind wilde hij een brandweerman worden. Toen zijn benen werden verbrijzeld bij een auto-ongeluk, bracht hij zijn herstelperiode door met het lezen van crime fiction boeken. Dit wekte zijn interesse voor het politiewerk. Direct na zijn school te hebben afgemaakt ging hij bij de politie werken.
In de eerste aflevering van seizoen 6 kreeg Tripp promotie tot sergeant.

## Relaties
De enige relatie van Tripp die ooit genoemd werd in de serie, was zijn oude huwelijk met zijn vrouw Melissa. Ze hadden drie kinderen die in de serie nooit bij naam werden genoemd. Hij scheidde van haar toen zijn alcoholisme uit de hand liep.
Toen hun huwelijk minder werd begon Melissa Frank ervan te verdenken haar te bedriegen met een andere vrouw, dus huurde ze een privé-detective in die als enige doel had Frank ertoe te verleiden een relatie te beginnen met een andere vrouw en dit vervolgens te rapporteren. Toen deze detective in de aflevering “bait” werd vermoord, was Frank een hoofdverdachte. Hoewel het CSI team niet twijfelde aan zijn onschuld en hij later onschuldig werd bevonden, raakte het feit dat hij van moord werd beschuldigd hem diep.